# Villegats, Charente

Villegats este o comună în departamentul Charente, Franța. În 1 ianuarie 2018 avea o populație de 215 de locuitori.